# Eric Church
Eric Church (Granite Falls, 3 de mayo de 1977) es un cantautor y guitarrista estadounidense de country.
Ha sido nominado a 10 premios Grammy.
Su álbum Chief, fue considerado como uno de los 500 mejores discos de todos los tiempos, por la revista especializada Rolling Stone, en septiembre del 2020, siendo posicionado en el puesto 419.

## Biografía
Eric Church nació y se crio en Granite Falls, Carolina del Norte. 
A los trece años, se compró una guitarra y comenzó a escribir sus propias canciones. En su último año de la secundaria, había conseguido un concierto en un bar local, en lo que ocupó la mayor parte de su tiempo. 
Interpretó varias versiones de Jimmy Buffett y algunas de sus propias canciones originales. Desde hace unos años, la banda tocaba en bares y restaurantes de Carolina del Norte.
Su banda estaba conformada por su compañero de la universidad, su hermano y un guitarrista, temporalmente llamaron a la banda "Mountain Boys" (los muchachos de la montaña). 
Fue nomido a un Grammy por su canción Springsteen

## Discografía
Álbumes
- 2006: Sinners Like Me
- 2009: Carolina
- 2011: Chief
- 2013: Caught in the Acts
- 2014: The Outsiders
- 2015: Mr. Misunderstood
- 2018: Desperate Man